# Mercedes Moné

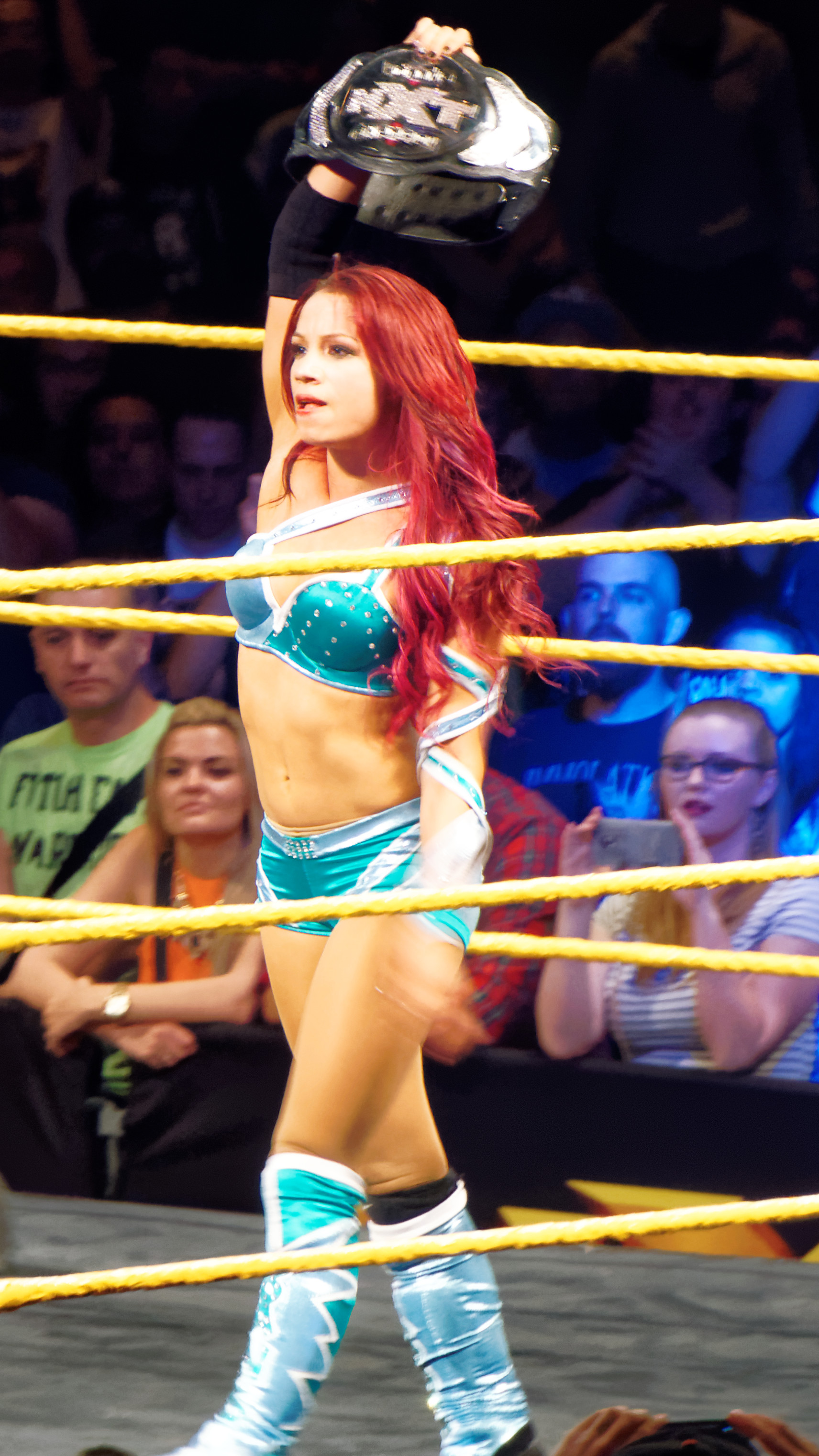
NXT bajnok, 2015

Mercedes Moné (született Mercedes Kaestner-Varnado) (Fairfield, Kalifornia, 1992. január 26. –) amerikai pankrátor, televíziós személyiség és színésznő. 2012-ben írta alá a szerződést a WWE-vel, ahol Sasha Banks néven először az NXT fejlesztési területhez, később pedig RAW csapatába került. Korábban a Chaotic Wrestling-nél harcolt, ahol egyszer megnyerte a női bajnoki övet. A WWE-nél kilenc bajnoki címet szerzett: egyszeres női NXT bajnok, ötszörös RAW női bajnok, egyszeres SmackDown női bajnok, társával Bayley-vel kétszeres WWE Women's Tag Team Champion. Jelenleg az All Elite Wrestling-gel áll szerződésben.

## Profi pankrátor karrier
2015. október 7-én Bayley ellen küzdött meg az NXT TakeOver-en, egy Iron Man meccs keretében. Ez volt az első ilyen jellegű női mérkőzés, s egyben a leghosszabb női meccs (30 perc) a WWE történetében. A mérkőzést a Pro Wrestling Illustrated (PWI) az Év mérkőzésének választotta, Banks pedig megkapta az Év Nője és az Év Mérkőzése különdíjat.
Sasha 2016-ban Charlotte Flair ellen rivalizált, többször elnyerték egymástól a RAW női bajnoki címet. Viszályuk 2016 októberében egy női "Hell in a Cell" meccsen csúcsosodott ki, amelyre a WWE történetében még nem volt példa. Év végén ezért megkapták a PWI Év Viszálya különdíjat.

## Bevonulózenéi
- Feelin’ Me (NXT)
- Club Rave (NXT)
- Kookie Dough (NXT)
- Fastest Girl Alive (NXT)
- Sky’s The Limit (WWE & CFO$)
- Sky’s The Limit (Remix)

## Eredményei
Chaotic Wrestling
- Chaotic Wrestling Női Bajnok (1x)

Independent Wrestling Entertainment
- IWE Női Bajnok (1x)

New Japan Pro Wrestling
- IWGP Női bajnok (1x)

Pro Wrestling Illustrated
- Az Év Viszálya (2016) (Feud of the Year) - Charlotte Flair ellen
- Az Év Meccse (2015) - NXT TakeOver, Bayley ellen.
- Az Év Nője (2015)
- PWI közönség rangsor szerint a 2. helyet érte el a top 50 női pankrátor közül (2016)

WWE
- NXT Női Bajnok (1x)
  - 2015.02.11.: NXT TakeOver: Rival-on egy felnégyeléses meccsen legyőzte Charlotte-t, Bayley-t és Becky Lynch-t.
- WWE Raw Női Bajnok (5x)
  - 2016.07.25.: Legyőzte Charlotte-t RAW-on.
  - 2016.10.03.: Legyőzte Charlotte-t RAW-on.
  - 2016.11.28.: Legyőzte Charlotte Flair-t egy falls count anywhere mérkőzésben a RAW-on.
  - 2017.08.20.: Legyőzte Alexa Bliss-t Summerslam-en.
  - 2020.07.27.: Legyőzte Asuka-t RAW-on.
- WWE Women's Tag Team Bajnok (3x)
  - 2019.02.18.: Bayley-vel legyőzte Naomi & Carmella, az Iiconics, a Riott Squad, Nia Jax & Tamina és Mandy Rose & Sonya Deville csapatokat az Elimination Chamber-en.
  - 2020.06.05.: Bayley-vel legyőzte Alexa Bliss és Nikki Cross csapatát a SmackDown-on.
  - 2022.04.03.: Naomi-val legyőzte Shayna Baszler & Natalya, Liv Morgan & Rhea Ripley és Queen Zelina & Carmella csapatokat a Wrestlemania 38-on
- WWE Smackdown Női Bajnok (1x)
  - 2020.10.25.: Legyőzte Bayley-t egy cella meccsen a Hell in a Cell-en.
- Az év nője (2020)
- NXT Év végi díj, az Év mérkőzése (2015) - NXT TakeOver, Bayley ellen.

## Filmográfia
| Év   | Magyar cím  | Eredeti cím     | Szerep       | Megjegyzések |
| ---- | ----------- | --------------- | ------------ | ------------ |
| 2020 | A Mandalóri | The Mandalorian | Koska Reeves | 2 epizód     |

## Magánélete
Snoop Dogg nevű rapper első unokatestvére. K-pop zene és a japán Sailor Moon című anime rajongója. 2016. augusztus 4-én házasodott össze a WWE jelmeztervezőjével és visszavonult pankrátorával, Sarath Ton-al, ismertebb nevén Kid Mikaze-val, azonban 2024-ben elváltak. Sasha egyik kedvenc pankrátora Eddie Guerrero volt.

## Fordítás
- Ez a szócikk részben vagy egészben  a   Sasha Banks című angol Wikipédia-szócikk fordításán alapul.  Az eredeti cikk szerkesztőit annak laptörténete sorolja fel. Ez a jelzés csupán a megfogalmazás eredetét és a szerzői jogokat jelzi, nem szolgál a cikkben szereplő információk forrásmegjelöléseként.

## További információ
- Mercedes Moné a Facebookon
- Mercedes Moné az Internet Movie Database-ben (angolul)
- Mercedes Moné a Rotten Tomatoeson (angolul)